# Barsac, Drôme
Barsac là một xã thuộc tỉnh Drôme trong vùng Auvergne-Rhône-Alpes đông nam nước Pháp. Xã Barsac, Drôme nằm ở khu vực có độ cao từ 305-1207 mét trên mực nước biển.